# Мечеть Оберн-Галлиполи
Мечеть «Оберн Галлиполи» — самая большая мечеть Австралии. Находится в городе Оберн штата Новый Южный Уэльс.

## История
Инициатором строительства мечети стали австралийские турки.
Первая мечеть на этом участке была открыта 3 ноября 1979. Это был дом без внутренних стен. Строительство существующей ныне мечети началось в 1986 году. Её строительство было закончено и официально открылась 28 ноября 1999, спустя двадцать лет после первого открытия.

## Архитектурный стиль
Мечеть построена в турецком стиле.